# Banamba
Pour les articles homonymes, voir Banamba (homonymie).
Banamba est une ville et une commune rurale malienne, chef-lieu de cercle dans la région de Koulikoro. En 2009, la ville compte plus de 15 000 habitants et la commune près de 32 000 habitants.

## Géographie
Elle se situe sur la route nationale RN 27 à 85 km au nord du fleuve Niger et du chef-lieu régional, Koulikoro.
| Madina Sacko | Madina Sacko | Toukoroba    |
| Ben Kadi     | Banamba      | Kiban        |
|              | Sirakorola   | Duguwolowula |

## Histoire
Banamba est fondée dans les années 1840. Dans la seconde moitié du XIXe siècle, Banamba devint un des principaux marchés d'esclaves d'Afrique de l'Ouest. Ses routes commerciales s'étendaient du Royaume bambara de Ségou jusqu'au Sénégal et à la Mauritanie.

## Villages

Carte communale

La commune s'étend sur 28 localités relevées lors du recensement général de 2009. 
Les localités les plus peuplées sont :
- Banamba (15 348 habitants) ;
- Ouleny Marka (1 553 habitants) ;
- Kassela (1 095 habitants).

## Administration

### Jumelage
- Soissons (France)

## Démographie
La population de la ville de Banamba dépasse 15 000 habitants en 2009. Cependant, la population totale de la commune comprenant la ville ainsi que les villages rattachés est passée de 23 933 habitants en 1998 à 31 880 habitants en 2009.
| 1976  | 1987  | 1998   | 2009   |
| ----- | ----- | ------ | ------ |
| 7 265 | 9 398 | 11 461 | 15 348 |